# Липман, Фриц
Фриц Альберт Ли́пман (англ. Fritz Albert Lipmann; 12 июня 1899, Кенигсберг — 24 июля 1986, Покипси, штат Нью-Йорк, США) — немецко-американский биохимик. Лауреат Нобелевской премии по медицине в 1953 году совместно с Хансом Кребсом за открытие кофермента А.
Член Национальной академии наук США (1950), иностранный член Лондонского королевского общества (1962).

## Биография, становление карьеры биохимика
Липман родился в Кёнигсберге (ныне Калининград) в еврейской семье. Его отец Леопольд Липман был юристом, мать — Гертруда Лахманская, брат — драматург Хайнц Липман (1897—1932). Учился в местной гимназии. В 1917 году Липман начал изучать медицину в Мюнхене, но в 1918 году он был призван в армию и распределён в медицинскую роту. После окончания войны, в 1919 году, он отправился к своему брату Хайнцу в и продолжил изучать медицину. В этот период своей жизни Липман разделял интересы своего брата и интересовался искусством, поэзией, литературой, но заняться наукой не решался, оставаясь в практической медицине. По совету родителей и друзей, он провёл 3 месяца, препарируя трупы и усердно изучая теорию, чтобы подготовиться к карьере врача. Липман посещал трёхмесячный курс биохимии, который преподавал Питер Рона. Это стало поворотным моментом в его судьбе. В начале XX века биохимию считали просто придатком физиологии, поэтому желание Липмана заниматься этой областью по тем временам казалось странным. В 1923 году Липман принял приглашение посетить фармакологическую лабораторию Лакера в Амстердаме. Желание Липмана заниматься биохимией подтолкнуло молодого учёного к более глубокому изучению химии. В 1924 году Липман опубликовал свою статью с Рона по коллоидной химии, которая в дальнейшем была использована в качестве тезисов для его диссертации на докторскую степень по химии в Берлинском университете, которую он получил позже в 1927 году. Липман работал в Берлинском университете до конца 1920-х годов. Здесь Липман опубликовал две статьи с Планельесом о влиянии введения глюкозы, гликогена и крахмала на уровень сахара в крови у кроликов. Липман посещал лекции по химии, которые читал Г. Меервейн.
При содействии отца Липман устроился в лабораторию О. Мейергофа, где провёл три года. В 1930-32 годах работал в разных европейских лабораториях: у Альберта Фишера (1930), П. А. Левена (1931), Леонора Михаэлиса (1932). Осенью 1932 года Липман перебрался в Копенгаген, в лабораторию Биологического института Карлсбергского фонда, где в это время также находился А. Фишер.
С 1932 по 1939 год Липман занимался энергетическим аспектом метаболизма в клетке, работал над эффектом Пастера. В присутствие неорганического фосфата наблюдал образование АТФ, который окислял пируват при добавлении клеточных экстрактов.
В 1939 году оставаться в Дании стало опасно, так как в Европе нарастали антисемитские настроения. В это время хороший знакомый, коллега из лаборатории Мейергофа Дин Берк переехал в лабораторию Винсета дю Виньо в Корнелле, где было две открытые вакансии. Линнерстрём-Ланг дал рекомендацию Липману, и Винсент дю Виньо пригласил последнего присоединиться к лаборатории. Липман принял приглашение и получил должность научного сотрудника отдела биохимии в медицинском колледже Корнеллского университета. Он пробыл в Корнелле до 1941 года.
В 1941 году Липман стал научным сотрудником хирургического отделения Гарвардской медицинской школы и Массачусетской больницы общего типа в Бостоне.
В 1943 году учёный начал работать в Гарвардском университете, а в 1949 году получил звание профессора биохимии. В 1957 году Липман стал профессором биохимии Рокфеллеровского университета. Там он изучал фосфатные соединения, содержащие аминогруппу (например, карбамоилфосфат).
В 1970 году получил звание почётного профессора Рокфеллеровского университета, в котором он проработал до последних дней жизни.

## Научная деятельность Липмана и вклад в науку

### Работа в европейских лабораториях
Работая в лаборатории Мейергофа, Липман в 1927 году показал, что креатинфосфат расщепляется в ходе мышечного сокращения. Затем учёный заинтересовался метаболическими эффектами ионов фтора, которые ингибируют мышечные сокращения. Липман доказал, что фторид ингибирует гликолиз и реагирует с метгемоглобином, образуя при этом фторпроизводное метгемоглобина. Три статьи, описывающие эту работу и работу в лаборатории Мейергофа, привели к присуждению Липману учёной степени кандидата в 1929 году. В последний год своей работы в лаборатории Мейергофа, Липман смог продемонстрировать количественную взаимосвязь между распадом креатинфосфата и мышечным сокращением. Дальнейшее сотрудничество с Мейергофом было невозможно, так как контракт нельзя было продлить.
В лаборатории Альберта Фишера Липман разработал методику для измерения роста клеток в культуре ткани манометрическим измерением кислорода, поглощённого фибробластами, с помощью аппарата Варбурга. Липмана заинтересовал аномально активный процесс гликолиза, который происходит в нормальных эмбриональных фибробластах в присутствии воздуха. Данный эффект Липман считал похожим на образование злокачественных клеток.
В лаборатории П. А. Левена Липман выделил фосфат серина из яичного белка виттелина. Это соединение, в отличие от других известных соединений фосфора, было устойчиво к гидролизу в присутствии сильной кислоты.
В Копенгагене Липман начал работать над эффектом Пастера. Учёный тщетно пытался наблюдать прямое действие кислорода или окислительно-восстановительных индикаторов на ферменты гликолиза. В дальнейшем было показано, что отношение АТФ:АДФ, а не сам кислород, является фактором, который регулирует активность некоторых ферментов гликолиза.
Новое направление исследований Липмана обозначилось в 1937 году, когда он начал изучать окисление пирувата в штамме Lactobacillus Delbrueckii. Препараты из этого организма содержали два кофактора: тиаминпирофосфат и флавинадениндинуклеотид. Более важным наблюдением было то, что реакция протекает только в присутствии неорганического фосфата. В отличие от гликолитических ферментов дрожжей, компоненты этой системы не растворялись, так как их митохондриальная природа была неизвестна. Однако, когда меченный изотопом фосфат и адениловую кислоту добавляли к этому препарату, окисление пирувата привело к образованию АТФ из АДФ и фосфата. Эта работа была выполнена в то время, когда Липман жил ещё в Копенгагене, и была представлена в 1939 году.

### Исследования в американский период
Работая в лаборатории Винсента дю Виньо, Липман показал, что тироцидин и грамицидин содержат несколько небелковых D-аминокислот, анализируя их гидролиз с оксидазой D-аминокислот. В 1940 году Липман выяснил, что ацетилфосфат образуется из АТФ и ацетата в бактериальных экстрактах. Тогда же учёный опубликовал свою знаменитую статью «Метаболическое образование и использование энергии фосфатных связей» в журнале «Достижения Энзимологии». В этой работе Липман ввёл понятие «богатые энергией фосфаты», которые обеспечивают движущую силу для многих биохимических реакций и процессов.
Позже, группа Липмана нашла вещество, обладающее ацилирующей активностью, в экстракте из диализата мозга и назвала его коферментом А; соединение выступало в роли активатора ацетата. Кофермент А содержал тиольную группу, но функция этой группы была определена не сразу. В 1953 Липман суммировал важные работы по структуре и функции кофермента А и его ацильных производных в обширный обзор. Статья включала описание роли тиоэфиров ацил-КоА в синтезе жирных кислот и стероидов, а также ацилирование ароматических аминов и ацетил-КоА в синтезе ацетоуксусной кислоты.
В 1953 году Липман вместе с Х. Кребсом стал лауреатом Нобелевской премии в области медицины и физиологи за открытие кофермента А.
В продолжение своей научной деятельности Липман заинтересовался обменом карбамила в организмах. В 1955 году в кратком сообщении в журнале Американского химического общества Липман и др. написали, что АТФ может образовываться посредством реакции карбамилфосфата с АДФ. Они также описали кинетику образования карбамоиласпартата, что было первым шагом в биосинтезе производных уридина и цитидина.
В последние годы своей жизни Липман продолжал работать в лаборатории. Он показал, что циклические пептидные антибиотики, такие как грамицидин и тироцидин, синтезируются последовательным добавлением аминокислот к полиэнзимам. Он вернулся к другим проблемам, волновавшим его ранее: к изучению фосфорилирования и сульфатирования остатков тирозина в белках в результате преобразования, и показал, что фосфотирозиновый остаток полученный действием онкоген-закодированной тирозинкиназы был богат энергией.

## Личная жизнь
Желание Липмана заниматься медициной не было спонтанным. Такому жизненному выбору поспособствовало отношение отца, который считал, что из сына не получится хорошего юриста, и ранняя смерть дяди от разрыва аппендикса, которого Липман считал одним из своих кумиров.
В 1919, после войны, Липман поехал к своему брату Хайнцу в Мюнхен, где принимал активное участие в светской жизни. Его брат интересовался литературой, театром и поэзией. В Швабинге Липман много общался с артистами и писателями. Он был тесно знаком с художником Фриделем Себба, который также интересовался театром.
В 1929 году Липман встретил американку Элфрид Холл, на которой он позже женился. Они познакомились в Берлине во время костюмированного балла под названием «Социалистический мяч». Элфрид посещала художественную школу и была талантлива в этой области искусств. Позже она работала иллюстратором моды для газет.
После своего переезда в Берлин в конце 1920-х годов Липман продолжал принимать участие во многих мероприятиях, не касающихся науки. Он по-прежнему близко общался с Фриделем Себба, который сделал портрет Липмана и его брата Хайнца в 1926 году.
23 июня 1931 года Липман и Элфрид Холл поженились. В конце 1930-х годов из-за распространения антисемитского влияния Германии Липман вместе со своей женой эмигрировал в Соединённые штаты. В 1944 году Липман получил американское гражданство. В 1945 году в семье Липмана родился сын.
Липман умер 24 июля 1986 года в возрасте восьмидесяти семи лет, вскоре после того, как узнал, что его последнее заявление на грант для исследовательской работы было одобрено.

## Почести и награды
Почётные звания и награды:

### Почётные звания и степени
Липман был членом Национальной академии наук, Американского общества биохимиков, Гарвеевского общества, Американского философского общества, а также иностранным членом Лондонского королевского общества.
Липман был удостоен почётных степеней университетов Парижа, Экса — Марселя, Чикаго и Копенгагена, а также Гарвардского, Рокфеллеровского университетов и Медицинского колледжа Альберта Эйнштейна.

### Премии и награды
- 1948 — медаль Карла Нойберга Американского общества европейских химиков.
- 1948 — награда Мида Джонсона Американской академии педиатрии.
- 1953 — Нобелевская премия по физиологии и медицине (совместно с Х. Кребсом).
- 1966 — Национальная медаль науки за «пионерские открытия в области молекулярных механизмов переноса и превращения энергии в живых клетках и за фундаментальный вклад в когнитивную структуру современной биохимии»